# Eutropiichthys salweenensis
Eutropiichthys salweenensis is een straalvinnige vissensoort uit de familie van de glasmeervallen (Schilbeidae). De wetenschappelijke naam van de soort is voor het eerst geldig gepubliceerd in 2007 door Ferraris & Vari.